# Oecophylla brischkei
Oecophylla brischkei é uma espécie de formiga do gênero Oecophylla, pertencente à subfamília Formicinae.